# Villa Poniatowski
Villa Poniatowski è una storica residenza nobiliare di Roma e sede del Museo nazionale etrusco di Villa Giulia presso cui sono conservati reperti etrusco-italici provenienti dal Latium vetus e dall'Umbria. Di particolare interesse sono parti dei corredi funebri delle tombe Barberini e Bernardini di Palestrina oltre che alcuni resti del tempio di Mater Matuta di Satrico.

## Storia
La prima traccia della storia della villa fu l'acquisto del terreno da parte del cardinale Pierdonato Cesi intorno al 1570. Già nel 1581 il filosofo francese Michel de Montaigne la descrisse come una delle più belle magioni della città. Un'incisione di Giovanni Francesco Venturini del 1683 la descrive come proprietà dei Borromeo mentre nel 1702 passò dai Cesi ai Sinibaldi, come testimonia un'incisione del 1757 di Giuseppe Vasi, e poi nel 1798 ai Candelori. Successivamente il complesso fu acquistato dal principe polacco Stanislao Poniatowski, che commissionò all'architetto Giuseppe Valadier un restauro completo dell'edificio. Valadier intervenne sul casino cinquecentesco, impreziosito da ampie vasche e fontane, e sul vasto giardino all'italiana, formato da terrazze a gradoni e ornato da sculcuture antiche.
Negli anni successivi la villa passò di mano e tra i proprietari si annoverano il generale Robert Sykes, il pittore Domenico Carelli e il nobile britannico Francesco Moore Esmeade. Fu gravemente danneggiata durante gli scontri tra garibaldini e francesi nel 1849 durante la breve parentesi della Repubblica Romana. Appena dopo la presa di Roma la villa fu acquistata dalla famiglia Riganti che scelse di realizzare nell'ampio giardino una conceria.
Fu acquistata dallo Stato italiano nel 1988 per diventare una delle due sedi del Museo nazionale etrusco di Villa Giulia. Nel 1998 la Soprintendenza per i Beni Archeologici dell’Etruria meridionale ha portato avanti alcuni interventi di recupero in vista del Giubileo del 2000. La sede museale fu quindi inaugurata nel 2012.